# Light of Love
Light of Love es el décimo álbum de estudio de la banda británica de rock T. Rex, lanzado en agosto de 1974 por Casablanca Records solo para el mercado estadounidense. Contiene tres canciones que pertenecen al disco Zinc Alloy and the Hidden Riders of Tomorrow publicado en el mismo año y las ocho restantes fueron registradas en la primavera boreal de 1974 en los estudios Music Recorders Inc. de Hollywood. Cabe señalar que estas últimas aparecieron en el posterior trabajo Bolan's Zip Gun de 1975.
Tras su lanzamiento, Casablanca decidió terminar de distribuir los álbumes de la banda en los Estados Unidos, siendo este el último disco de la banda lanzado en dicho país.

## Antecedentes
A principios de 1974, Reprise Records —sello distribuidor de la banda en los Estados Unidos— optó por no renovar el contrato con T. Rex. A pesar de la popularidad que tenía la banda y en especial Marc Bolan en el Reino Unido, las cosas eran muy diferentes en el mercado estadounidense y por ello les fue difícil conseguir apoyo de otra compañía discográfica. Al final, firmaron con Casablanca Records, sello creado en 1973 por Neil Bogart. Con la idea de replicar el mismo éxito que poseía en su país natal, Bolan decidió publicar un disco solo para los Estados Unidos. De las doce canciones que componen el álbum, ocho fueron grabadas en los estudios Music Recorders Inc. de Hollywood en 1974, mientras que las otras tres: «Teenage Dream», «Explosive Mouth» y «Venus Loon» se tomaron del disco Zinc Alloy and the Hidden Riders of Tomorrow.
A pesar de la constante publicidad e incluso de una gira, las expectativas no se cumplieron y el disco ni siquiera entró en la lista musical estadounidense. Tras ello, Casablanca no le renovó contrato y esta se convirtió en la última producción de la banda en ser publicada en los Estados Unidos. Después de este fracaso, Bolan se enfocó nuevamente en el Reino Unido y las ocho canciones grabadas originalmente para este trabajo se publicaron en Bolan's Zip Gun de 1975. No obstante, y como señala el escritor Mark Paytress, las importaciones de Light of Love al mercado británico pudieron haber impactado en la baja venta de Bolan's Zip Gun.

## Lista de canciones
Todas las canciones escritas por Marc Bolan

| N.º | Título                         | Duración |  |
| 1.  | «Light of Love»                | 3:16     |  |
| 2.  | «Solid Baby»                   | 2:37     |  |
| 3.  | «Precious Star»                | 2:51     |  |
| 4.  | «Token of my Love»             | 3:39     |  |
| 5.  | «Space Boss»                   | 2:47     |  |
| 6.  | «Think Zinc»                   | 3:21     |  |
| 7.  | «Till Dawn»                    | 3:01     |  |
| 8.  | «Teenage Dream»                | 4:58     |  |
| 9.  | «Girl in the Thunderbolt Suit» | 2:19     |  |
| 10. | «Explosive Mouth»              | 2:25     |  |
| 11. | «Venus Loon»                   | 3:02     |  |

## Músicos
- Marc Bolan: voz y guitarra eléctrica
- Mickey Finn: conga y percusión
- Steve Currie: bajo
- Gloria Jones: coros y clavinet
- Bill Legend: batería en «Till Dawn», «Explosive Mouth», «Teenage Dream» y «Venus Loon»
- Davey Lutton: batería
- Paul Fenton: batería adicional en «Solid Baby»